# Исю (Китай)
Исю́ (кит. упр. 宜秀, пиньинь Yíxiù) — район городского подчинения городского округа Аньцин провинции Аньхой (КНР).

## История
В 1952 году Аньцин стал городом провинциального подчинения. В 1955 году в его составе был создан Аньцинский Пригородный район (安庆市郊区). В 1959 году он был разделён на «Пригородный район к северу от реки» (江北郊区) и «Пригородный район к югу от реки» (江南郊区), но в 1962 году эти два района были вновь объединены в единый Пригородный район.
В 2005 году Пригородный район был переименован в район Исю.

## Административное деление
Район делится на 2 уличных комитета, 3 посёлка и 2 волости.